# Waterfox

Логотип Waterfox, использующийся с июня 2019

Waterfox (МФА: [ˈwɔːtə(ɹ)fɑks], рус. уо́терфокс) — открытый браузер, созданный на основе Mozilla Firefox для 64-разрядных систем. Поскольку официальной версии Firefox для 64-разрядной операционной системы Windows долгое время не существовало, Waterfox являлся (и продолжает являться) его довольно хорошей заменой. По утверждению разработчиков, Waterfox ориентирован на высокую скорость работы. Ранее собирался компилятором Intel C++ с использованием Intel MKL, SSE3 и AVX, но в настоящее время используется Clang. Браузер совместим с дополнениями Firefox и 64-разрядными плагинами обозревателя Netscape. В декабре 2019-го был куплен System1 и развивается под его крылом.

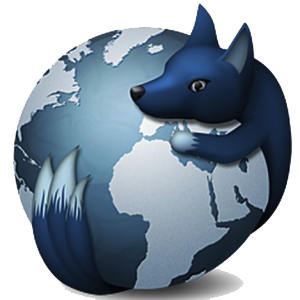
Логотип Waterfox, использовавшийся до 2015

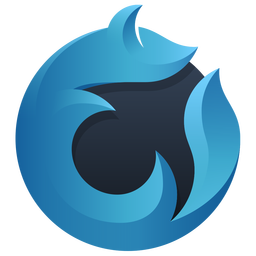
Логотип Waterfox, использовавшийся с 2015 по март 2019

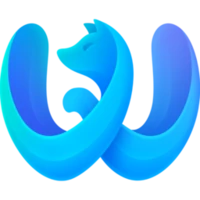
Логотип Waterfox, использовавшийся с марта 2019 по июнь 2019

Несмотря на то, что в 2012 году Firefox превзошёл Waterfox по производительности, в 2014 году Waterfox показал лучшие средние результаты. Тест на поддержку HTML5 традиционно показывает лучшие результаты, чем стандартный Mozilla Firefox: 501 балл против 468 для версий 43.0.x (максимум 555).
В 2015 году появилась версия Waterfox для 64-битных версий ОС Android. Начиная с версии 44.0.2 Waterfox по умолчанию использует поисковую систему Ecosia взамен ранее использовавшейся системы Storm собственной разработки. С начала 2020 года используется поисковик Bing.
В октябре 2019-го было объявлено о разделении браузера на две ветки — на классическую, обеспечивающую совместимость с большинством старых дополнений Firefox 56, и в которую будут добавляться только патчи безопасности, и на обычную, в которой будут все самые современные технологии в вебе, не гарантирующую поддержку старых дополнений.

## Особенности
В отличие от Mozilla Firefox 57+ версии, основанной на Quantum, Waterfox продолжает поддерживать большинство дополнений на XUL / XPCOM в ветке Classic, которые больше не устанавливаются в Firefox из-за перехода на WebExtensions. Другие отличия:
- убран удалённый сбор данных
- убрана поддержка сторонних DRM-плагинов (Encrypted Media Extensions)
- убран Pocket
- убрана телеметрия
- разрешён запуск неподписанных дополнений
- убраны спонсорские плитки при открытии новой вкладки
- продолжается поддержка популярного расширения Classic Theme Restorer, в том числе поддержка со стороны автора дополнения
- сравнительное большое число настроек, которые доступны в GUI, а не только через about:config
- настройки для кастомизации дают больше возможностей, к примеру, можно расположить вкладки снизу окна или под заголовком
- используется компилятор Clang+LLVM для Linux и Clang-cl для Windows.

Ветка Current практически полностью аналогична Classic, но базируется на Quantum и работает с WebRender для наилучшего аппаратного ускорения, что также (вкупе с высоким уровнем оптимизации под платформу x64 и минимальное требование наличия инструкций SSE3) даёт хорошую производительность на сравнительно слабых устройствах, которые поддерживают возможность запуска 64-битной версии Windows 7/8.1/10.
Функционально отстаёт от последних версий Firefox, но это и не удивительно, так как Waterfox базируется на ESR-сборках и своевременно аналогично получает патчи безопасности. Обновление выходит в начале каждого месяца. Сборка G4.0.5.1 (21 декабря 2021) базируется на 91-й версии Firefox.